# Championnat du Japon de football 2007
Navigation
J1 League 2006 J1 League 2008
Le Championnat du Japon de football 2007 est la 42e édition de la première division japonaise et la 15e édition de la J.League. Le championnat a débuté le 3 mars 2007 et s'est achevé le 1er décembre 2007. 

## Les clubs participants
Les 15 premiers de la J League 2006, les deux premiers de la J2 League 2006 et le vainqueur du barrage promotion-relégation participent à la compétition.
| Club                      | Dernière montée | Ville     | Classement 2006 | Entraîneur          | Depuis | Stade                            | Capacité | Nombre de saisons |
| ------------------------- | --------------- | --------- | --------------- | ------------------- | ------ | -------------------------------- | -------- | ----------------- |
| Urawa Red Diamonds        | 2001            | Saitama   | 1er             | Holger Osieck       | 2007   | Stade Saitama 2002               | 63 700   | 14                |
| Kawasaki Frontale         | 2005            | Kawasaki  | 2e              | Takashi Sekizuka    | 2004   | Stade d'athlétisme de Todoroki   | 27 495   | 4                 |
| Gamba Osaka               | -               | Suita     | 3e              | Akira Nishino       | 2002   | Stade commémoratif de l'Expo '70 | 21 000   | 15                |
| Shimizu S-Pulse           | -               | Shizuoka  | 4e              | Kenta Hasegawa      | 2005   | Stade du parc Nihondaira         | 20 299   | 15                |
| Júbilo Iwata              | 1994            | Iwata     | 5e              | Atsushi Uchiyama    | 2007   | Stade Yamaha                     | 16 893   | 14                |
| Kashima Antlers           | -               | Kashima   | 6e              | Oswaldo de Oliveira | 2007   | Stade de Kashima                 | 40 728   | 15                |
| Nagoya Grampus Eight      | -               | Nagoya    | 7e              | Sef Vergoossen      | 2006   | Stade Toyota                     | 45 000   | 15                |
| Oita Trinita              | 2003            | Ōita      | 8e              | Péricles Chamusca   | 2005   | Stade d'Oita                     | 40 000   | 5                 |
| Yokohama F. Marinos       | -               | Yokohama  | 9e              | Hiroshi Hayano      | 2007   | Stade Nissan                     | 72 327   | 15                |
| Sanfrecce Hiroshima       | 2004            | Hiroshima | 10e             | Mihailo Petrović    | 2006   | Grande Arche d'Hiroshima         | 50 000   | 14                |
| JEF United Ichihara Chiba | -               | Ichihara  | 11e             | Amar Osim           | 2006   | Fukuda Denshi Arena              | 18 500   | 15                |
| Omiya Ardija              | 2005            | Saitama   | 12e             | Satoru Sakuma       | 2007   | Stade du parc Omiya              | 15 500   | 3                 |
| FC Tokyo                  | 2000            | Tokyo     | 13e             | Hiromi Hara         | 2007   | Stade Ajinomoto                  | 50 000   | 8                 |
| Albirex Niigata           | 2004            | Niigata   | 14e             | Jun Suzuki          | 2006   | Stade Denka                      | 42 300   | 4                 |
| Ventforet Kōfu            | 2006            | Kōfu      | 15e             | Takeshi Oki         | 2005   | Kose Sports Park Stadium         | 17 000   | 2                 |
| Yokohama FC               | 2007            | Yokohama  | 1er             | Júlio César Leal    | 2007   | Mitsuzawa Stadium                | 15 046   | 1                 |
| Kashiwa Reysol            | 2007            | Kashiwa   | 2e              | Nobuhiro Ishizaki   | 2006   | Hitachi Kashiwa Stadium          | 15 349   | 12                |
| Vissel Kobe               | 2007            | Kobe      | 3e              | Hiroshi Matsuda     | 2007   | Stade du parc Misaki             | 30 132   | 10                |

- Tenant du titre et qualifié pour la Ligue des champions de l'AFC 2007
- Promu de la J League 2 2006

### Localisation des clubs
| \| Clubs du Grand Tokyo · Kawasaki Frontale (Kanagawa) · Kashima Antlers (Ibaraki) · Urawa Red Diamonds (Saitama) · Yokohama F. Marinos (Kanagawa) · Omiya Ardija (Saitama) · FC Tokyo (Tokyo) · Kashiwa Reysol (Chiba) · JEF United Ichihara Chiba (Chiba) · Ventforet Kōfu (Yamanashi) · Yokohama FC (Kanagawa) Grand Tokyo Albirex Niigata Nagoya Grampus Eight Shimizu S-Pulse Júbilo Iwata Vissel Kobe Gamba Osaka Oita Trinita Sanfrecce Hiroshima \| Localisation des clubs engagés dans le championnat. |
| Clubs du Grand Tokyo · Kawasaki Frontale (Kanagawa) · Kashima Antlers (Ibaraki) · Urawa Red Diamonds (Saitama) · Yokohama F. Marinos (Kanagawa) · Omiya Ardija (Saitama) · FC Tokyo (Tokyo) · Kashiwa Reysol (Chiba) · JEF United Ichihara Chiba (Chiba) · Ventforet Kōfu (Yamanashi) · Yokohama FC (Kanagawa) Grand Tokyo Albirex Niigata Nagoya Grampus Eight Shimizu S-Pulse Júbilo Iwata Vissel Kobe Gamba Osaka Oita Trinita Sanfrecce Hiroshima                                                           |

| Clubs du Grand Tokyo · Kawasaki Frontale (Kanagawa) · Kashima Antlers (Ibaraki) · Urawa Red Diamonds (Saitama) · Yokohama F. Marinos (Kanagawa) · Omiya Ardija (Saitama) · FC Tokyo (Tokyo) · Kashiwa Reysol (Chiba) · JEF United Ichihara Chiba (Chiba) · Ventforet Kōfu (Yamanashi) · Yokohama FC (Kanagawa) Grand Tokyo Albirex Niigata Nagoya Grampus Eight Shimizu S-Pulse Júbilo Iwata Vissel Kobe Gamba Osaka Oita Trinita Sanfrecce Hiroshima |

## Compétition

### Classement
Source : CLASSEMENT J.LEAGUE DIVISION 1 2007 sur transfermarkt.fr
| Rang | Équipe                    | Pts | J  | G  | N  | P  | Bp | Bc | Diff |
| ---- | ------------------------- | --- | -- | -- | -- | -- | -- | -- | ---- |
| 1    | Kashima Antlers C         | 72  | 34 | 22 | 6  | 6  | 60 | 36 | +24  |
| 2    | Urawa Red Diamonds T C1   | 70  | 34 | 20 | 10 | 4  | 55 | 28 | +27  |
| 3    | Gamba Osaka S L           | 67  | 34 | 19 | 10 | 5  | 71 | 37 | +34  |
| 4    | Shimizu S-Pulse           | 61  | 34 | 18 | 7  | 9  | 53 | 36 | +17  |
| 5    | Kawasaki Frontale         | 54  | 34 | 14 | 12 | 8  | 66 | 48 | +18  |
| 6    | Albirex Niigata           | 51  | 34 | 15 | 6  | 13 | 48 | 47 | +1   |
| 7    | Yokohama F. Marinos       | 50  | 34 | 14 | 8  | 12 | 54 | 35 | +19  |
| 8    | Kashiwa Reysol P          | 50  | 34 | 14 | 8  | 12 | 43 | 36 | +7   |
| 9    | Júbilo Iwata              | 49  | 34 | 15 | 4  | 15 | 54 | 55 | -1   |
| 10   | Vissel Kobe P             | 47  | 34 | 13 | 8  | 13 | 58 | 48 | +10  |
| 11   | Nagoya Grampus Eight      | 45  | 34 | 13 | 6  | 15 | 43 | 45 | -2   |
| 12   | FC Tokyo                  | 45  | 34 | 14 | 3  | 17 | 49 | 58 | -9   |
| 13   | JEF United Ichihara Chiba | 42  | 34 | 12 | 6  | 16 | 51 | 56 | -5   |
| 14   | Oita Trinita              | 41  | 34 | 12 | 5  | 17 | 42 | 60 | -18  |
| 15   | Omiya Ardija              | 35  | 34 | 8  | 11 | 15 | 24 | 40 | -16  |
| 16   | Sanfrecce Hiroshima       | 32  | 34 | 8  | 8  | 18 | 44 | 71 | -27  |
| 17   | Ventforet Kōfu            | 27  | 34 | 7  | 6  | 21 | 33 | 65 | -32  |
| 18   | Yokohama FC P             | 16  | 34 | 4  | 4  | 26 | 19 | 66 | -47  |

|  | Qualification pour la Ligue des champions de l'AFC 2008 |
|  | Barrages de relégation |
|  | Reléguer en J League 2 2008 |
|  | T : Tenant du titre C : Vainqueur de la Coupe de l'Empereur 2007 L : Vainqueur de la Coupe de la Ligue 2007 S : Vainqueur de la Supercoupe du Japon 2007 C1 : Vainqueur de la Ligue des champions 2007 P : Promu de D2 |

## Barrage promotion-relégation
Le match oppose le 16e de la première division contre le 3e de la deuxième division un match aller-retour.
| 5 décembre 2007 | Kyoto Sanga FC | 2 - 1   | Sanfrecce Hiroshima | Takebishi Stadium Kyoto, Kyoto                   |                                                  |
|                 | Tahara 28e 39e | (0 - 0) | 88e Hirashige       | Spectateurs : 12 637 Arbitrage : Masayoshi Okada | Spectateurs : 12 637 Arbitrage : Masayoshi Okada |
|                 | Rapport        |         |                     | Spectateurs : 12 637 Arbitrage : Masayoshi Okada | Spectateurs : 12 637 Arbitrage : Masayoshi Okada |

| 8 décembre 2007 | Sanfrecce Hiroshima | 0 - 0   | Kyoto Sanga FC | Grande Arche d'Hiroshima, Hiroshima               |                                                   |
|                 |                     | (0 - 0) |                | Spectateurs : 23 162 Arbitrage : Yuichi Nishimura | Spectateurs : 23 162 Arbitrage : Yuichi Nishimura |
|                 | Rapport             |         |                | Spectateurs : 23 162 Arbitrage : Yuichi Nishimura | Spectateurs : 23 162 Arbitrage : Yuichi Nishimura |

## Statistiques

### Meilleurs buteurs
|                    | Buteur        | Club                | Buts | Pen. | MJ | BM%  | Min.  |
| ------------------ | ------------- | ------------------- | ---- | ---- | -- | ---- | ----- |
| Médaille d'or      | Juninho       | Kawasaki Frontale   | 22   | 0    | 31 | 0,71 | 2 734 |
| Médaille d'argent  | Baré          | Gamba Osaka         | 20   | 0    | 31 | 0,65 | 2 565 |
| Médaille de bronze | Edmílson      | Albirex Niigata     | 19   | 4    | 29 | 0,66 | 2 563 |
| 4                  | Uéslei        | Sanfrecce Hiroshima | 17   | 5    | 29 | 0,59 | 2 523 |
| 5                  | Washington    | Urawa Red Diamonds  | 16   | 1    | 26 | 0,62 | 2 190 |
| 6                  | Leandro       | Vissel Kobe         | 15   | 0    | 32 | 0,47 | 2 584 |
| 7                  | Yoshito Ōkubo | Vissel Kobe         | 14   | 3    | 31 | 0,45 | 2 693 |
| 8                  | Marquinhos    | Kashima Antlers     | 14   | 0    | 31 | 0,45 | 2 707 |
| 9                  | Hideo Ōshima  | Yokohama F. Marinos | 14   | 0    | 30 | 0,47 | 2 536 |
| 10                 | Cho Jae-jin   | Shimizu S-Pulse     | 13   | 0    | 28 | 0,46 | 2 287 |

## Parcours continental des clubs
Le parcours des clubs japonais en Ligue des champions de l'AFC est important puisqu'il détermine le coefficient AFC japonais, et donc le nombre de clubs japonais présents dans la compétition les années suivantes.
| Club               | Compétition         | Résultat      | Ultime(s) adversaire(s) |
| ------------------ | ------------------- | ------------- | ----------------------- |
| Urawa Red Diamonds | Ligue des champions | Vainqueur     | Sepahan Ispahan         |
| Kawasaki Frontale  | Ligue des champions | 1/4 de finale | Sepahan Ispahan         |